# Municipio de Cherokee (condado de Cherokee)
El municipio de Cherokee (en inglés: Cherokee Township) es un municipio ubicado en el condado de Cherokee en el estado estadounidense de Kansas. En el año 2010 tenía una población de 331 habitantes y una densidad poblacional de 5,75 personas por km².

## Geografía
El municipio de Cherokee se encuentra ubicado en las coordenadas 37°17′56″N 94°46′8″O / 37.29889, -94.76889. Según la Oficina del Censo de los Estados Unidos, el municipio tiene una superficie total de 57.57 km², de la cual 57,54 km² corresponden a tierra firme y (0,05 %) 0,03 km² es agua.

## Demografía
Según el censo de 2010, había 331 personas residiendo en el municipio de Cherokee. La densidad de población era de 5,75 hab./km². De los 331 habitantes, el municipio de Cherokee estaba compuesto por el 97,89 % blancos, el 0,3 % eran afroamericanos, el 0,3 % eran amerindios y el 1,51 % eran de una mezcla de razas. Del total de la población el 1,21 % eran hispanos o latinos de cualquier raza.